# Coleophora agrianella
Coleophora agrianella é uma espécie de mariposa do gênero Coleophora pertencente à família Coleophoridae.